# Black Country
Black Country é o álbum de estreia do supergrupo inglês-estadunidense de rock Black Country Communion. O álbum foi lançado na Europa em 20 de setembro de 2010, e nos EUA um dia depois.

## Histórico
Segundo Jason Bonham, a banda começou a gravar o álbum em janeiro de 2010. Ele afirma: "Eu, literalmente, entrei em estúdio na semana passada por dois dias com uma pessoa que eu tinha feito um álbum antes, muito rapidamente, e com outro que era um amigo de meu pai que conheci mais tarde, Joe Bonamassa e Glenn Hughes, e estamos trabalhando em um novo projeto com um título de trabalho de Black Country." A gravação do álbum finalizou no começo de abril, com a lista de faixas oficial do álbum sendo divulgada em 10 de junho de 2010 e a arte de capa do álbum sendo oficialmente divulgada em 8 de julho de 2010. O álbum contém um cover de "Medusa", que foi originalmente gravada pela banda Trapeze de Hughes em 1970 (Hughes também emprestou a Bonamassa a guitarra utilizada pelo recentemente falecido Mel Galley na gravação original). Em 10 de agosto de 2010, a banda lançou o single "One Last Soul" para download digital grátis em seu site oficial.
| Críticas profissionais                                                      | Críticas profissionais |
| Avaliações da crítica                                                       | Avaliações da crítica  |
| Fonte                                                                       | Avaliação              |
| --------------------------------------------------------------------------- | ---------------------- |
| Allmusic                                                                    | [ 5 ]                  |
| Mojo                                                                        | [ 6 ]                  |
| Sunday Mercury                                                              | (favorável)            |
| BBC Music                                                                   | (favorável)            |
| Classic Rock                                                                | [carece de fontes?]    |
| Esta tabela precisa de ser acompanhada por texto em prosa. Consulte o guia. |                        |

## Faixas
1. "Black Country" (Glenn Hughes, Joe Bonamassa) − 3:15
2. "One Last Soul" (Hughes, Bonamassa) − 3:52
3. "The Great Divide" (Hughes, Bonamassa) − 4:45
4. "Down Again" (Hughes, Bonamassa, Derek Sherinian) − 5:46
5. "Beggarman" (Hughes) − 4:51
6. "Song of Yesterday" (Hughes, Bonamassa, Kevin Shirley) − 8:33
7. "No Time" (Hughes) − 4:19
8. "Medusa" (Hughes) − 6:57
9. "The Revolution in Me" (Bonamassa, Sherinian) − 4:59
10. "Stand (At the Burning Tree)" (Hughes, Bonamassa) − 7:02
11. "Sista Jane" (Hughes, Bonamassa) − 6:55
12. "Too Late for the Sun" (Hughes, Bonamassa, Jason Bonham, Sherinian, Shirley) − 11:19

## Artistas

### Banda
- Glenn Hughes - vocal e backing vocals, baixo
- Joe Bonamassa - guitarras, backing vocals, vocal principal em "Song of Yesterday" e "The Revolution in Me", dueto em "Sista Jane" e "Too Late for the Sun"[9]
- Jason Bonham - Bateria, percussão
- Derek Sherinian - Teclados

### Extras
- Kevin Shirley - produção, mixagem
- Bob Ludwig - masterização
- Jeff Bova - orquestração
- Patrick D'Arcy - gaita irlandesa, tin whistle